# 빔머땃쥐
빔머땃쥐(Crocidura wimmeri)는 땃쥐과에 속하는 포유류의 일종이다. 코트디부아르에서만 발견되는 흰이땃쥐류이다. 서식지 감소와 제한된 분포 지역때문에 멸종위급종으로 등록되어 있다.